# Viento aparente

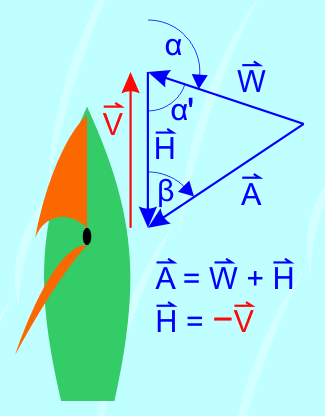
V = velocidad del barco, H = viento generado, W = viento real, A = viento aparente, α = ángulo de ataque, β = ángulo del viento aparente

El viento aparente es el viento que nota un observador que está en un objeto en movimiento (coche, bicicleta, barco, avión...). Se opone al  viento real ", que es el viento percibido por el mismo observador en reposo.
El viento aparente es diferente del viento real tanto en dirección como en magnitud.
El viento aparente es la suma vectorial del viento verdadero más el viento generado por el movimiento del objeto (que se describe como "la velocidad del viento  o  viento relativo). El viento relativo asociado con un objeto en movimiento tiene una velocidad igual a la velocidad de desplazamiento del objeto y una dirección opuesta a la seguida por el objeto.

## Definición de viento aparente
El  viento aparente  es el viento experimentado por un observador en movimiento y es la velocidad relativa del viento en relación con el observador.
La velocidad del viento aparente  es la suma del  viento real más el viento de frente percibido por un objeto en movimiento con el aire en calma. La velocidad del viento de frente con el aire en calma es inversa a la velocidad del objeto, por lo tanto el viento aparente también se puede definir como una resta de vectores: Velocidad del viento menos la Velocidad del objeto

## Un simple ejemplo
Supongamos que se está montando una bicicleta en un día cuando no hay viento. Aunque la velocidad del viento es cero (no se siente la brisa estando parado), se sentirá una brisa sobre la bicicleta debido al hecho de que ésta se está moviendo a través del aire. Este es el viento aparente. En un día sin viento, el viento aparente siempre está directamente de frente y es de la misma magnitud que la velocidad de la bicicleta.
Ahora supongamos que hay un viento 5 km/h que sopla desde el norte. Si se pedalea a 10 km/h hacia el norte, se sentirá un viento aparente de 15 km/h desde el norte. Pero si se pedalea a 10 km/h hacia el sur, se sentirá un viento aparente de 5 km/h desde el sur. La velocidad del viento aparente no sólo difiere de la del viento real en magnitud, sino también en la dirección.
En estos ejemplos sencillos, el movimiento es paralelo al viento real, lo que hace que sea fácil de calcular el viento aparente. Cuando el movimiento no es paralelo al viento, se deben utilizar vectores y trigonometría para calcular este viento aparente.

## El viento aparente en náutica

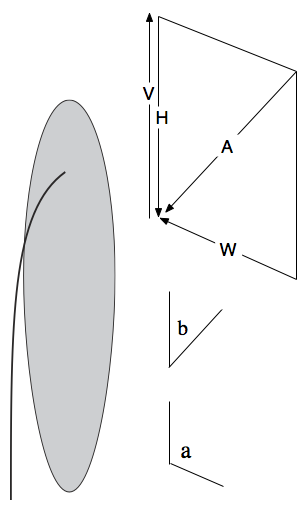
V = velocidad del barco, H = - V (generado), W = viento real, A = viento aparente,
a = (α)
ángulo de ataque, b = (β) = ángulo del viento aparente

En vela, el viento aparente es la corriente real de aire que actúa sobre una vela. Se le llama viento aparente, ya que es el que nota el marinero en el barco en movimiento.
Se diferencia en magnitud y dirección del  'viento real'  que es el que percibe un observador estacionario.
En terminología náutica, las propiedades del viento aparente  se expresan normalmente por su velocidad en nudos y su ángulo relativo a la crujía en grados.
El viento relativo en un barco es generado por la velocidad de desplazamiento del mismo. Es el resultado de la combinación de un fenómeno directamente observable (la velocidad de la embarcación en el agua) y un fenómeno más difícil de medir: la velocidad real. En las zonas de corrientes fuertes o vientos débiles, este último componente puede cambiar significativamente el viento aparente y se debe revisar periódicamente el ajuste de las velas respecto el rumbo real ya que se puede ver afectado por los cambios graduales de la velocidad y dirección de la corriente.

## Cálculo de la velocidad y el ángulo
Fórmula del viento aparente:
{\displaystyle A={\sqrt {W^{2}+V^{2}+2WV\cos {\alpha }}}}
Dónde:
- {\displaystyle V} = velocidad (velocidad del barco sobre el fondo, siempre> 0)
- {\displaystyle W} = velocidad real del viento (siempre> 0)
- {\displaystyle \ alpha} = ángulo de ataque en grados (0 = en contra del viento, dirección del viento = 180)
- {\displaystyle A} = velocidad del viento aparente (siempre> 0)

La fórmula anterior se deriva de la Ley de los cosenos y el uso de {\displaystyle \cos(\alpha ')=\cos(180{\text{º}}-\alpha )=-\cos(\alpha )}.
El ángulo del viento aparente ({\displaystyle \beta }) se puede deducir de la velocidad medida de la embarcación y el ángulo del viento utilizando el coseno inverso en grados ({\displaystyle \arccos })
{\displaystyle \beta =\arccos \left({\frac {W\cos \alpha +V}{A}}\right)=\arccos \left({\frac {W\cos \alpha +V}{\sqrt {W^{2}+V^{2}+2WV\cos {\alpha }}}}\right)}:
Si se conocen la velocidad del barco y el viento aparente (la velocidad y el ángulo), (p.e.: medidos con una veleta/anemómetro), la velocidad y dirección del viento real se pueden calcular con:
{\displaystyle W={\sqrt {A^{2}+V^{2}-2AV\cos {\beta }}}}
y
{\displaystyle \alpha =\arccos \left({\frac {A\cos \beta -V}{W}}\right)=\arccos \left({\frac {A\cos \beta -V}{\sqrt {A^{2}+V^{2}-2AV\cos {\beta }}}}\right)}

## Viento aparente en aviación

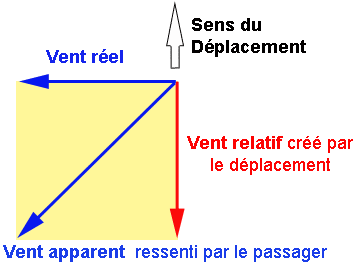
Diagrama del viento aparente

Un avión para mantenerse en el aire debe alcanzar una velocidad mínima que se determina por sus características aerodinámicas.
Para lograr esta velocidad en el despegue en los aeropuertos, los pilotos y controladores aéreos intentan, en la medida de lo posible, posicionar la aeronave contra el viento. El viento aparente percibido por el aparato, es decir su velocidad en el aire, será determinada entonces por la suma de la velocidad del aparato con respecto al suelo (viento generado frontal), más el viento verdadero. El aterrizaje contra el viento permite aumentar el aguante cuando la velocidad respecto al suelo disminuye.
Un portaaviones, en el momento del despegue de sus aviones, se pone proa al viento y navega a la máxima velocidad (los portaaviones están diseñados para alcanzar velocidades de hasta 35 nudos para este fin). El viento aparente que percibe el avión es entonces la suma del viento creado por su propia velocidad sobre la cubierta, más la velocidad del barco, más la velocidad del viento real.
En aviación al viento aparente se le llama viento relativo .
- Un avión estándar para despegar debe alcanzar los 200 km / h;
- La velocidad máxima de un portaaviones es de 50 km / h;
- Con un viento de frente que sopla a 20 km / h, el avión puede despegar tan pronto como alcanza los 130 kmh.